# Tourrette-Levens
Pour les articles homonymes, voir Tourrette et Tourette.
Tourrette-Levens [turɛt ləvɛ̃s] est une commune française située dans le département des Alpes-Maritimes, en région Provence-Alpes-Côte d'Azur.
Ses habitants sont appelés les Tourrettans.

## Toponymie
Le village a porté plusieurs noms au fil des siècles : Castrum de Turrettis, Castrum Turritarum, Oppidum Turretarum, Castrum Turritae, Castrum Turritae de Chabaudorum (on retrouve le nom des seigneurs de Chabaud), Torretas et enfin Tourrette (après l'annexion de Nice en 1860). Afin de le distinguer des deux autres « Tourrette » du département des Alpes-Maritimes et éviter les confusions, le village a été nommé d'abord Tourrette-de-Nice après la création du département, puis Tourrette-Levens.

## Géographie

### Localisation
Tourrette-Levens est située à une dizaine de kilomètres au nord de Nice. Les communes limitrophes sont Nice, Saint André de la Roche, Cantaron, Bendejun, Chateauneuf-Villevieille, Levens, Saint-Blaise, Castagniers, Aspremont et Falicon.

### Géologie et relief
Le village ancien, en partie ruiné, est construit sur un éperon rocheux, dominé par le château, devenu musée d'histoire naturelle.
Il communique avec la vallée du Paillon par le col de Châteauneuf.

### Sismicité
Commune située dans une zone de sismicité moyenne.

### Hydrographie et les eaux souterraines
La commune est traversée du nord vers le sud par deux rivières, le Rio Sec et la Gabre qui se rejoignent au quartier des Moulins pour former la Banquière, affluent du fleuve côtier nommé Paillon.
Tourrette-Levens dispose de la station d'épuration intercommunale de Nice d'une capacité de 650 000 équivalent-habitants.

### Climat
Pour des articles plus généraux, voir Climat de Provence-Alpes-Côte d'Azur et Climat des Alpes-Maritimes.
En 2010, le climat de la commune est de type climat méditerranéen altéré, selon une étude du Centre national de la recherche scientifique s'appuyant sur une série de données couvrant la période 1971-2000. En 2020, Météo-France publie une typologie des climats de la France métropolitaine dans laquelle la commune est exposée à un climat méditerranéen et est dans la région climatique  Var, Alpes-Maritimes, caractérisée par une pluviométrie abondante en automne et en hiver (250 à 300 mm en automne), un très bon ensoleillement en été (fraction d’insolation > 75 %), un hiver doux (8 °C) et peu de brouillards.
Pour la période 1971-2000, la température annuelle moyenne est de 14,1 °C, avec une amplitude thermique annuelle de 15,4 °C. Le cumul annuel moyen de précipitations est de 907 mm, avec 5,9 jours de précipitations en janvier et 2,8 jours en juillet. Pour la période 1991-2020, la température moyenne annuelle observée sur la station météorologique de Météo-France la plus proche, « Levens », sur la commune de Levens à 9 km à vol d'oiseau, est de 12,9 °C et le cumul annuel moyen de précipitations est de 982,1 mm. 
La température maximale relevée sur cette station est de 35,1 °C, atteinte le 28 juin 2019 ; la température minimale est de −7,8 °C, atteinte le 6 février 2012,,.
Les paramètres climatiques de la commune ont été estimés pour le milieu du siècle (2041-2070) selon différents scénarios d'émission de gaz à effet de serre à partir des nouvelles projections climatiques de référence DRIAS-2020. Ils sont consultables sur un site dédié publié par Météo-France en novembre 2022.

### Voies de communications et transports

#### Voies routières
Commune desservie par la RM 19 et la RM 719 (à noter que les routes départementales sont désormais gérées par la Métropole Nice Côte d'Azur)

#### Transports en commun
Transport en Provence-Alpes-Côte d'Azur
- Commune desservie par le réseau Lignes d'Azur[12] (Ligne 19)

### Intercommunalité
Commune membre de la Métropole Nice Côte d'Azur.

## Urbanisme
La commune est intégrée dans le plan local d'urbanisme métropolitain approuvé le 25 octobre 2019.

### Typologie
Au 1er janvier 2024, Tourrette-Levens est catégorisée ceinture urbaine, selon la nouvelle grille communale de densité à 7 niveaux définie par l'Insee en 2022.
Elle appartient à l'unité urbaine de Nice, une agglomération intra-départementale dont elle est une commune de la banlieue,. Par ailleurs la commune fait partie de l'aire d'attraction de Nice, dont elle est une commune de la couronne,. Cette aire, qui regroupe 100 communes, est catégorisée dans les aires de 200 000 à moins de 700 000 habitants,.

### Occupation des sols
L'occupation des sols de la commune, telle qu'elle ressort de la base de données européenne d’occupation biophysique des sols Corine Land Cover (CLC), est marquée par l'importance des forêts et milieux semi-naturels (75,1 % en 2018), une proportion sensiblement équivalente à celle de 1990 (74,5 %). La répartition détaillée en 2018 est la suivante : 
forêts (40,1 %), milieux à végétation arbustive et/ou herbacée (35 %), zones urbanisées (17,9 %), zones agricoles hétérogènes (6 %), mines, décharges et chantiers (1 %).
L'évolution de l’occupation des sols de la commune et de ses infrastructures peut être observée sur les différentes représentations cartographiques du territoire : la carte de Cassini (XVIIIe siècle), la carte d'état-major (1820-1866) et les cartes ou photos aériennes de l'IGN pour la période actuelle (1950 à aujourd'hui).

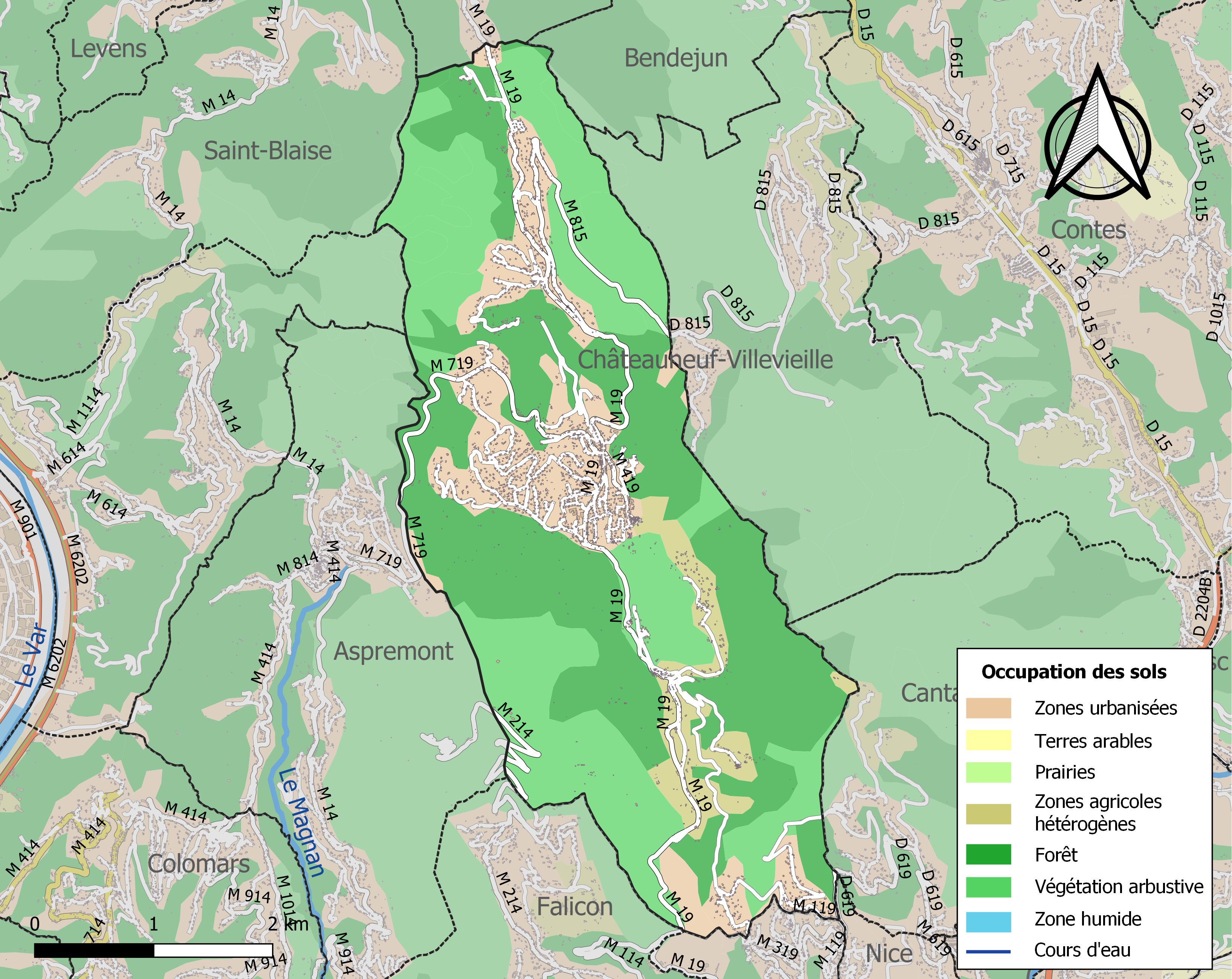
Carte de l'occupation des sols de la commune en 2018 (CLC).

### Communes limitrophes
| Saint-Blaise           | Levens                  | Bendejun                 |
| Castagniers, Aspremont | Tourrette-Levens        | Châteauneuf-Villevieille |
| Falicon                | Saint-André-de-la-Roche | Cantaron, Nice           |

## Histoire

### Préhistoire
La Baume Périgaud se trouve au lieu-dit de la colle de Revel. L'entrée de cette grotte qui semble avoir été exploitée durant l'époque médiévale ou moderne comme carrière de sable, forme un abri sous roche.
Les fouilles du début du XXe siècle ont livré un grand nombre de poteries modelées ainsi qu'un foyer qui semblent renvoyer au Néolithique. Il semble s'agir d'un abri de berger.

### Antiquité
Les traces d'occupations antiques sont nombreuses sur le territoire de la commune de Tourette-Levens.
On a récemment identifié les restes d'une exploitation rurale quartier des Barri près de la Condamine de Tourrette-Levens. Des blocs de pierre taillés mis au jour sur le site indiquent la fabrication d'huile ou de vin.
Le site le plus spectaculaire se trouve autour du Rocher de la Colle de Revel.
Alors qu'il travaillait sa vigne, un habitant a notamment découvert sur le chemin de La Colle de Revel une pierre tombale et une tombe d'époque romaine.
Une tradition locale non fondée veut qu'un temple romain ait existé jusqu'à la fin du VIe siècle. La légende dit qu'il fut détruit avec les restes d'une agglomération antique, elle aussi non avérée, par les Lombards.

### Du Moyen Âge à nos jours
Au XIIe siècle, un château est construit à l'ancien emplacement prétendu du temple. Il compte six tours (trois rondes et trois carrées), d'où il est possible de surveiller tous les alentours en contrebas. Au début du siècle le domaine de Tourrette est transmis à la famille de Châteauneuf par le mariage de Poncie de Nice-Orange avec Guillaume-Talon de Châteauneuf. Quelques décennies plus tard leur descendant Geoffroi de Châteauneuf s'éteint sans postérité et Raymond de Chabaud, son beau-frère, obtient son fief en 1175 ; le fief de Tourette-Levens restera dans sa famille jusqu'en 1684. C'est aussi au XIIe siècle qu'est construite la partie la plus ancienne du village actuel, et en particulier la chapelle des Pénitents blancs, qui a la caractéristique de posséder l'un des deux clochers triangulaires du comté de Nice.
Durant cinq siècles, la famille de Chabaud tiendra donc les rênes de la communauté de Tourrette-Levens, en essayant de préserver le fief contre le morcellement entre héritiers ; une des stratégies sera d'envoyer les cadets dans les ordres, un évêque de Nice, Bernard II de Tourrette, est aussi un Chabaud et occupe le siège épiscopal niçois de 1291 à 1304.
En 1671, la seigneurie de Tourrette est élevée au rang de comté par le duc Charles-Emmanuel II de Savoie. Mais peu après, en 1684, Honoré IV de Chabaud, meurt sans héritier direct. La famille de Chabaud n'est pas éteinte pour autant, et se perpétue jusqu'à nos jours, sous le patronyme « de Chabot, comtes de Souville », homonyme sans rapport avec la maison de Chabot originaire du Poitou.
Le fief est transmis à la nièce d'Honoré IV de Chabaud, Marie-Anne Peyrani, qui s'allie par mariage à la famille Canubio, de Cuneo. Tourrette devient une possession des Canubio, qui la perdent cependant à la Révolution française — ce qui n'empêche pas les Canubio à continuer de porter le titre de « comtes de Tourrette » en Italie (où ils vivent). En 1829, les héritiers Canubio vendent le château à un notaire de Tourrette ; la commune le rachète en 1992 et y ouvre un musée d'entomologie l'année suivante.

## Économie

### Entreprises et commerces

#### Agriculture
- Ferme de la Sauréa[24].

#### Tourisme
- Gîtes ruraux, chambres d'hôtes[25].

#### Commerces
- Commerces de proximité (coiffeurs, tabac, supermarché, esthéticiennes...)
- Boulangeries
- Restaurant, pizzeria
- Camion à pizza

Industrie
- Entreprise Torbel: fabricant français de ferrures

Sports
- Complexe sportif Dynamic'sports (tennis, padels, beach-sports, VTT, base trail...)

## Héraldique
| Blason de Tourrette-Levens | Blason  | D’azur à la comète de seize rais et caudée de deux pièces d’or accompagnée de quatre tours d’argent maçonnées de sable cantonnées. |
| Blason de Tourrette-Levens | Détails | Le statut officiel du blason reste à déterminer.                                                                                   |

## Politique et administration

### Budget et fiscalité 2019
En 2019, le budget de la commune était constitué ainsi :
- total des produits de fonctionnement : 4 805 000 €, soit 967 € par habitant ;
- total des charges de fonctionnement : 4 318 000 €, soit 869 € par habitant ;
- total des ressources d'investissement : 677 000 €, soit 136 € par habitant ;
- total des emplois d'investissement : 949 000 €, soit 191 € par habitant ;
- endettement : 2 759 000 €, soit 555 € par habitant.

Avec les taux de fiscalité suivants :
- taxe d'habitation : 12,80 % ;
- taxe foncière sur les propriétés bâties : 14,00 % ;
- taxe foncière sur les propriétés non bâties : 25,18 % ;
- taxe additionnelle à la taxe foncière sur les propriétés non bâties : 0,00 % ;
- cotisation foncière des entreprises : 0,00 %.

Chiffres clés Revenus et pauvreté des ménages en 2017 : médiane en 2017 du revenu disponible, par unité de consommation : 23 750 €.

## Population et société

### Démographie

#### Évolution démographique
La population était de 300 habitants à l'époque de Raymond Chabaud (XIIe siècle), 1 000 au début du XXe siècle et plus de 4 000 habitants actuellement.

L'évolution du nombre d'habitants est connue à travers les recensements de la population effectués dans la commune depuis 1793. Pour les communes de moins de 10 000 habitants, une enquête de recensement portant sur toute la population est réalisée tous les cinq ans, les populations de référence des années intermédiaires étant quant à elles estimées par interpolation ou extrapolation. Pour la commune, le premier recensement exhaustif entrant dans le cadre du nouveau dispositif a été réalisé en 2006.

En 2022, la commune comptait 4 633 habitants, en évolution de −5,81 % par rapport à 2016 (Alpes-Maritimes : +2,85 %, France hors Mayotte : +2,11 %).
| 1793 | 1800  | 1806  | 1822  | 1838  | 1848  | 1858  | 1861  | 1866  |
| ---- | ----- | ----- | ----- | ----- | ----- | ----- | ----- | ----- |
| 996  | 1 056 | 1 029 | 1 063 | 1 286 | 1 385 | 1 495 | 1 472 | 1 420 |

| 1872  | 1876  | 1881  | 1886  | 1891  | 1896  | 1901  | 1906  | 1911  |
| ----- | ----- | ----- | ----- | ----- | ----- | ----- | ----- | ----- |
| 1 223 | 1 193 | 1 220 | 1 206 | 1 159 | 1 093 | 1 018 | 1 158 | 1 042 |

| 1921 | 1926 | 1931 | 1936 | 1946 | 1954  | 1962  | 1968  | 1975  |
| ---- | ---- | ---- | ---- | ---- | ----- | ----- | ----- | ----- |
| 922  | 956  | 925  | 955  | 891  | 1 052 | 2 035 | 2 650 | 2 644 |

| 1982  | 1990  | 1999  | 2006  | 2011  | 2016  | 2021  | 2022  | - |
| ----- | ----- | ----- | ----- | ----- | ----- | ----- | ----- | - |
| 3 004 | 3 412 | 4 116 | 4 639 | 4 731 | 4 919 | 4 760 | 4 633 | - |

### Enseignement
Établissements d'enseignements :
- Crèche
- École maternelle[37] et primaire[38],
- Collège (René-Cassin)
- Lycées à Drap, Nice.

### Santé
Professionnels et établissements de santé :
- Médecins,
- Dentiste
- Ostéopathes
- Psychologues
- Orthophonistes
- Pharmacies à Tourrette-Levens, Aspremont,
- Vétérinaires
- Hôpitaux à Nice.

### Cultes
- Culte catholique, Paroisse Saint-Pons[40], Diocèse de Nice.

## Lieux et monuments
Patrimoine religieux :

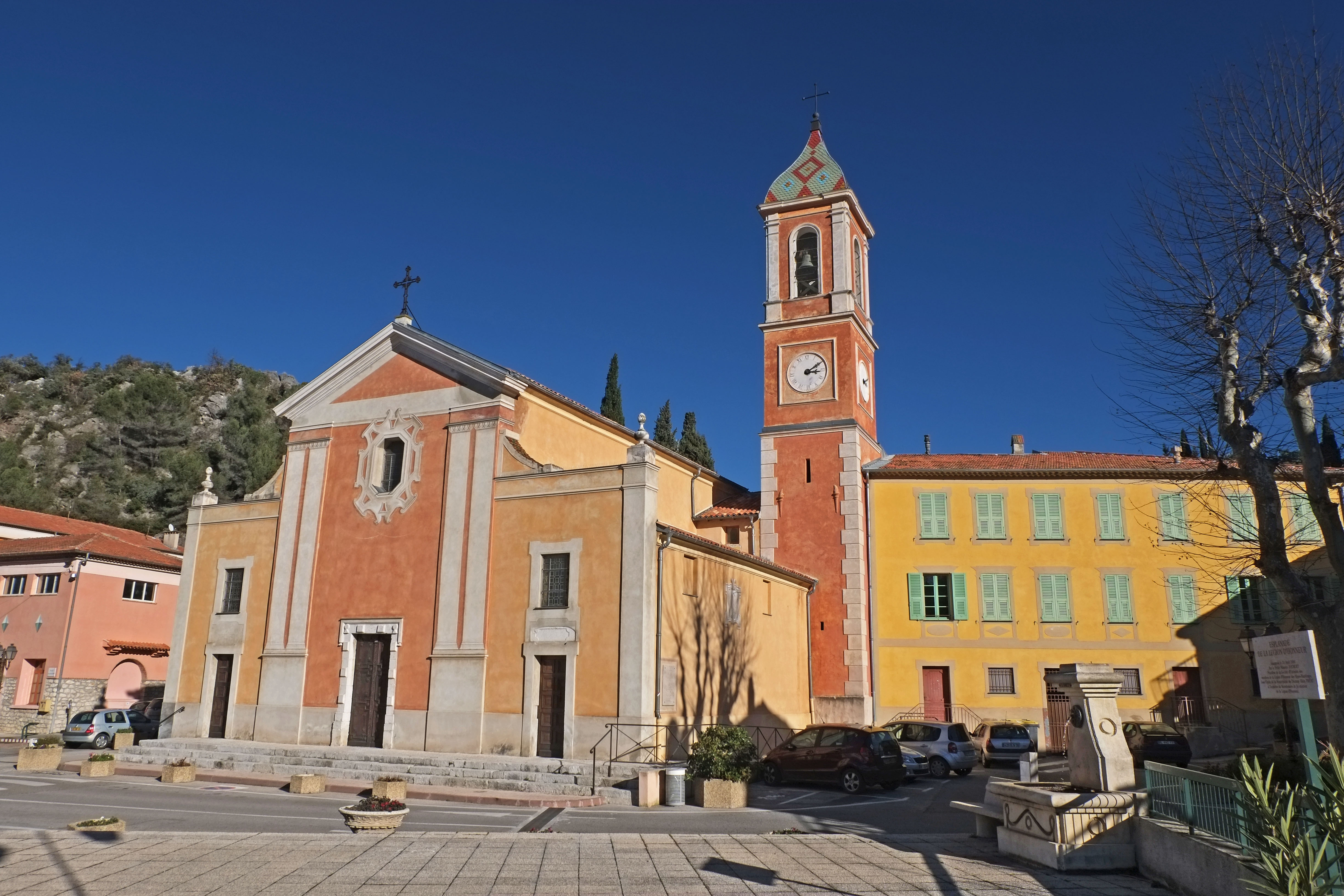
Église Sainte-Rosalie de Tourrette-Levens.

- Église Sainte-Rosalie de Tourrette-Levens ou église Notre-Dame-de l'Assomption (XIIe siècle-XVIIIe siècle), inscrite sur l'Inventaire supplémentaire des monuments historiques en 1937[41]. Les belles fresques du XIXe siècle ont été entièrement restaurées en 2013.
- Chapelle des Pénitents blancs (voir sous Histoire) dans le vieux village, dont les vestiges sont couronnés par un curieux clocher triangulaire[42].
- Chapelle du Caïre[43].
- Chapelle Saint Antoine[44].
- Monuments commémoratifs :
  - Monument aux mort[45],[46],
  - Monument aux anciens d'AFN et anciens d'Indochine
  - Mausolée du général Tordo[47].

Autres patrimoines :
- Château datant du XIIe siècle, inscrit sur l'Inventaire supplémentaire des monuments historiques en 1937[48], dans les murs duquel se trouve désormais un musée d'histoire naturelle, qui compte une riche collection (70 000 spécimens) de papillons et de coléoptères[49] ; panorama ; visite gratuite.
- Ouvrage fortifié du Mont Chauve de Tourette[50], de la place de Nice[51].
- Pierre de Revel[52].
- Musée de la Préhistoire (gratuit)[53].
- Musée des Métiers traditionnels[54] (gratuit).
- Musée privé du Cirque[55].
- Espace culturel (face au presbytère ; expositions temporaires gratuites).
- La grotte Périgaud[56].

## Personnalités liées à la commune
- La famille Thaon de Revel, comte de Revel. Revel est un quartier de Tourrette-Levens.
- Louis-Abraham van Loo[57].
- La famille Tordo